# The Valleys
The Valleys fue una serie de telerrealidad británica, creada y dirigida por True North Productions, y transmitida por MTV Reino Unido e Irlanda. El programa documentó la vida de varios jóvenes que se trasladan a una casa, aproximadamente durante un mes, y que intentan lograr sus aspiraciones profesionales mezcladas con sus ganas de diversión. Fue estrenado el 25 de septiembre de 2012.

## Temporadas
| Año  | Temporada   | Ubicación         | Episodios | En MTV  |
| ---- | ----------- | ----------------- | --------- | ------- |
| 2012 | Temporada 1 | Cardiff, Gales    | 6         | 581.000 |
| 2013 | Temporada 2 | Grampian, Escocia | 8         | 563.000 |
| 2014 | Temporada 3 | Cardiff, Gales    | 8         | 493.000 |

## Historia
The Valleys es una serie de televisión británica con sede en Cardiff (Gales) y retransmitida por MTV. El programa se estrenó el 25 de septiembre de 2012. Cuenta la historia de un grupo de jóvenes de los Valles Galeses del Sur que se trasladan a   Cardiff para hacer realidad sus sueños y conseguir lograr sus aspiraciones con la ayuda de sus nuevos jefes, Jordan Reed y Kelle Anna ' AK '.

### Temporada 1 (2012)
La primera temporada se estrenó el 25 de septiembre de 2012, Los miembros oficiales del reparto en la primera temporada, se dieron a conocer el 7 de agosto de 2012, los cuales fueron Aron Williams, Carley Belmonte , Darren Chidgey , Jenna Jonathan , Lateysha Gracia, Leeroy Reed, Liam Powell, Natalee Harris y Nicole Morris. La serie también cuenta con dos jefes los cuales promocionaron los distintos lugares y trabajos que se les otorgaron a cada miembro del reparto. Los jefes son Jordan Reed y Kelle Anna ' AK '.

### Temporada 2 (2013)
La segunda temporada se estrenó el 30 de abril de 2013. Antes del estreno, se anunció que los hermanos gemelos Anthony y Jason Suminski se incorporarían al reparto. El miembro del reparto original Aron Williams, anunció su salida del programa. La primera promo de la segunda temporada se estrenó el 2 de abril de 2013 durante un episodio de Geordie Shore. El 23 de abril, una semana antes de la segunda temporada, se dio paso a un episodio especial titulado "The Valleys: Bits Filthy", que contó con las mejores escenas de la primera temporada.

### Temporada 3 (2014)
El 5 de julio de 2013, el miembro del reparto Leeroy Reed, confirmó que habría una tercera temporada. También se conoció que Leeroy Reed y Liam Powell abandonaron no regresarían al programa. MTV realizó un casting a través de votaciones por el público, nombrando a Jack Watkins ganador del sorteo y nuevo integrante de The Valleys. Se estrenó el 25 de febrero de 2014.

### Cancelación
El 1 de junio de 2014 se anunció que el programa no sería renovado para una cuarta temporada debido a que MTV se aventuraba a nuevas ideas y programas como Ex on the Beach.

## Reparto
| Temp   | Nombre Real      | Edad | Procedencia | Episodios |
| ------ | ---------------- | ---- | ----------- | --------- |
| 1–3    | Carley Belmonte  | 21   | Cardiff     | 24        |
| 1–3    | Lateysha Grace   | 19   | Cardiff     | 24        |
| 1–3    | Darren Chidgey   | 25   | Rogaland    | 24        |
| 1–3    | Jenna Jonathan   | 21   | Omagh       | 24        |
| 1–3    | Natalee Harris   | 23   | Caerphilly  | 22        |
| 1–2, 3 | Nicole Morris    | 19   | Bristol     | 24        |
| 1–2    | Liam Powell      | 25   | Cardiff     | 15        |
| 1–2    | Leeroy Reed      | 21   | New Port    | 11        |
| 1      | Aron Williams    | 19   | Cardiff     | 6         |
| 2–3    | Jason Suminski   | 22   | Cardiff     | 16        |
| 2-–3   | Anthony Suminski | 22   | Caerphilly  | 10        |
| 3      | Jack Watkins     | 22   | Grampian    | 8         |

### Participación del reparto en el programa
| Nombre   | Temporada 1 | Temporada 1 | Temporada 1 | Temporada 1 | Temporada 1 | Temporada 1 | Temporada 2 | Temporada 2 | Temporada 2 | Temporada 2 | Temporada 2 | Temporada 2 | Temporada 2 | Temporada 2 | Temporada 3 | Temporada 3 | Temporada 3 | Temporada 3 | Temporada 3 | Temporada 3 | Temporada 3 | Temporada 3 |
| Nombre   | 1           | 2           | 3           | 4           | 5           | 6           | 1           | 2           | 3           | 4           | 5           | 6           | 7           | 8           | 1           | 2           | 3           | 4           | 5           | 6           | 7           | 8           |
| Carley   |             |             |             |             |             |             |             |             |             |             |             |             |             |             |             |             |             |             |             |             |             |             |
| Chidgey  |             |             |             |             |             |             |             |             |             |             |             |             |             |             |             |             |             |             |             |             |             |             |
| Jenna    |             |             |             |             |             |             |             |             |             |             |             |             |             |             |             |             |             |             |             |             |             |             |
| Lateysha |             |             |             |             |             |             |             |             |             |             |             |             |             |             |             |             |             |             |             |             |             |             |
| Nicole   |             |             |             |             |             |             |             |             |             |             |             |             |             |             |             |             |             |             |             |             |             |             |
| Leeroy   |             |             |             |             |             |             |             |             |             |             |             |             |             |             |             |             |             |             |             |             |             |             |
| Liam     |             |             |             |             |             |             |             |             |             |             |             |             |             |             |             |             |             |             |             |             |             |             |
| Aron     |             |             |             |             |             |             |             |             |             |             |             |             |             |             |             |             |             |             |             |             |             |             |
| Natalee  |             |             |             |             |             |             |             |             |             |             |             |             |             |             |             |             |             |             |             |             |             |             |
| Jason    |             |             |             |             |             |             |             |             |             |             |             |             |             |             |             |             |             |             |             |             |             |             |
| Anthony  |             |             |             |             |             |             |             |             |             |             |             |             |             |             |             |             |             |             |             |             |             |             |
| Jack     |             |             |             |             |             |             |             |             |             |             |             |             |             |             |             |             |             |             |             |             |             |             |
| -------- | ----------- | ----------- | ----------- | ----------- | ----------- | ----------- | ----------- | ----------- | ----------- | ----------- | ----------- | ----------- | ----------- | ----------- | ----------- | ----------- | ----------- | ----------- | ----------- | ----------- | ----------- | ----------- |

Notas
| = "Miembro del reparto" ingresa al reality. = "Miembro del reparto" abandona el reality. = "Miembro del reparto" regresa al reality. = "Miembro del reparto" aparece en este episodio. = "Miembro del reparto" abandona la casa de forma voluntaria. = "Miembro del reparto" es removido de la casa. | = "Miembro del reparto" aparece en este episodio pero fuera de la casa. = "Miembro del reparto" regresa a la casa. = "Miembro del reparto" no aparece en este episodio. = "Miembro del reparto" no aparece en este episodio porque no pertenece al reparto en ese momento. = "Miembro del reparto" aparece en este episodio, sin embargo, no era parte de la temporada. |

### Otras Apariciones
Además de The Valleys, los miembros del reparto han participado en otros programas:
- Gran Hermano
  - Lateysha Grace - Temporada 17 (2016) - 11° Lugar